# 소피와 드래곤: 마법책의 비밀
《소피와 드래곤: 마법책의 비밀》(러시아어: Принцесса и Дракон)는 2018년 8월 23일 러시아 Лицензионный бренд가 제작한 애니메이션 영화이다.

## 줄거리
평화로운 왕국의 말괄량이 공주 ‘소피’ 언제나 명랑해 보이지만 어릴 적 잃어버린 엄마를 매일 그리워하는, 외로운 소녀이기도 하다. 일곱 살 생일을 맞이한 어느 날 ‘소피’는 호시탐탐 왕의 자리를 노리는 ‘발타샤’의 눈을 피해 궁전 안에서 놀거리를 찾던 중 신비한 마법의 책을 발견한다! 호기심에 가득 찬 ‘소피’가 마법의 책을 펼치자 풍덩! 책 속으로 빠져 들어가게 되고, 신기한 동물과 아름다운 식물로 가득한 환상의 세계로 건너가 꼬마 드래곤 ‘드랙스’를 만나게 된다! 매일 밤 마법의 책 속으로 들어가 드래곤 ‘드랙스’와 뛰놀던 ‘소피’는 원하는 모든 것을 보여 준다는 마법 거울의 비밀을 알게 되는데… ‘소피’는 과연 마법 거울로 사라진 엄마를 찾고 ‘발타샤’로부터 왕국을 지켜낼 수 있을까?!

## 한국판 성우진
- 정유정: 소피
- 김명준: 드랙스
- 현경수: 발타샤
- 홍승효: 왕, 투덜이
- 임채헌: 맥스, 내레이션
- 김다올: 똑똑이
- 이상호: 제스터, 뚱이
- 강성우: 씽씽이
- 강새봄: 왕비
- 그 밖: 유영, 박시윤, 김도희